# Niszczyciele typu Holland
Niszczyciele typu Holland (typu 47A) – typ holenderskich niszczycieli o uzbrojeniu artyleryjskim z okresu zimnej wojny, zbudowanych w liczbie czterech jednostek w latach 50. XX wieku. Służyły w marynarce holenderskiej (Koninklijke Marine) w latach 1954-1979, a jeden z nich służył następnie do 1986 roku w marynarce Peru.
Wyporność pełna okrętów wynosiła 2765 ton, a długość 113,1 m. Napędzały je turbiny parowe, pozwalające na osiąganie prędkości 32 węzłów. Główne uzbrojenie stanowiły cztery kierowane radarem automatyczne działa uniwersalne kalibru 120 mm w dwóch wieżach, a do zwalczania okrętów podwodnych służyły wyrzutnie rakietowych bomb głębinowych kalibru 375 mm.

## Projekt i budowa
Holenderska marynarka wojenna wyszła z II wojny światowej znacznie osłabiona, lecz holenderski potencjał stoczniowy istotnie nie ucierpiał. Mimo zniszczeń wojennych kraju, już w listopadzie 1945 roku admiralicja opracowała pierwszy plan rozwoju marynarki wojennej i budowy oraz zakupu za granicą nowych okrętów. W marcu 1946 roku powstało Biuro Projektowe Marynarki Wojennej, które zaproponowało budowę 12 nowoczesnych niszczycieli, zaprojektowanych w Holandii, z których pierwsze sześć planowano zamówić jeszcze w 1948 roku, a zbudować do końca 1952 roku. Pierwsze prace projektowe nad nimi rozpoczęły się w 1947 roku. Odpowiedzialny za projekt był główny konstruktor marynarki holenderskiej K. de Munter. Budowa została zaaprobowana przez rząd 27 grudnia 1948 roku. Nowe okręty oznaczono początkowo jako typ 47, a następnie 47A, a od pierwszego okrętu nazwano je także typem Holland. Oficjalną nazwą ich klasy w Holandii była: onderzeebootjager (dosłownie: niszczyciel okrętów podwodnych).

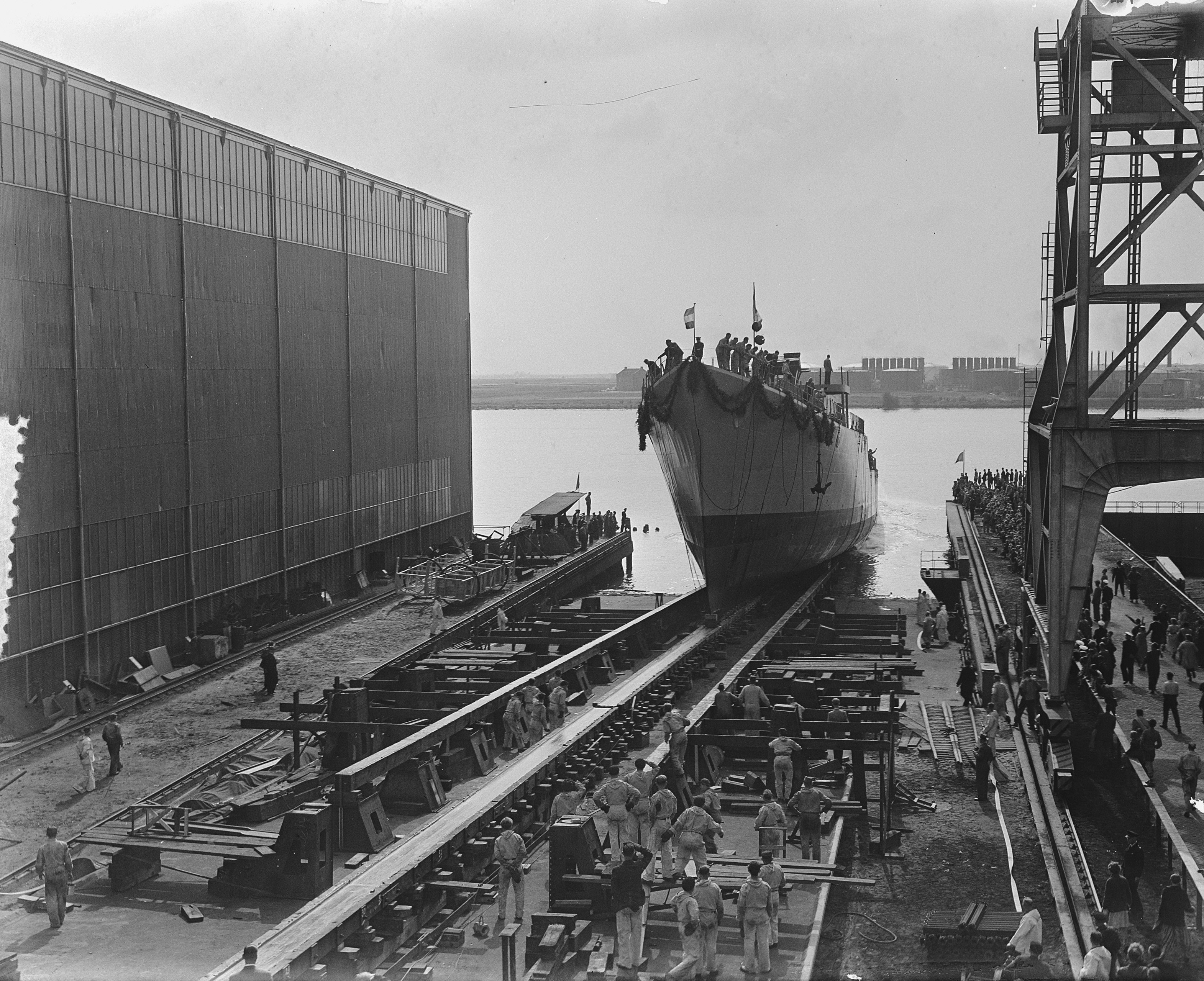
Wodowanie niszczyciela „Gelderland” w stoczni Wilton-Fijenoord

Okręty zaprojektowano wzorując się częściowo na kadłubach niszczycieli brytyjskich, w tym posiadanego w składzie floty typu N. Dużą wagę przywiązano do uzyskania dużej odporności kadłuba i zwiększenia niezatapialności. Na dwóch jednostkach wykorzystano do napędu turbiny parowe wyprodukowane w Holandii jeszcze przed wojną dla dwóch niezbudowanych mniejszych niszczycieli typu Gerard Callenburgh, dla dwóch pozostałych zamówiono turbiny w Niemczech. Uzbrojenie w całości stanowiły nowe konstrukcje szwedzkiej firmy Bofors, z którą holenderska marynarka współpracowała w tym zakresie już przed wojną. Na okrętach zastosowano natomiast holenderskiej konstrukcji wyposażenie elektroniczne – radary i sonary.

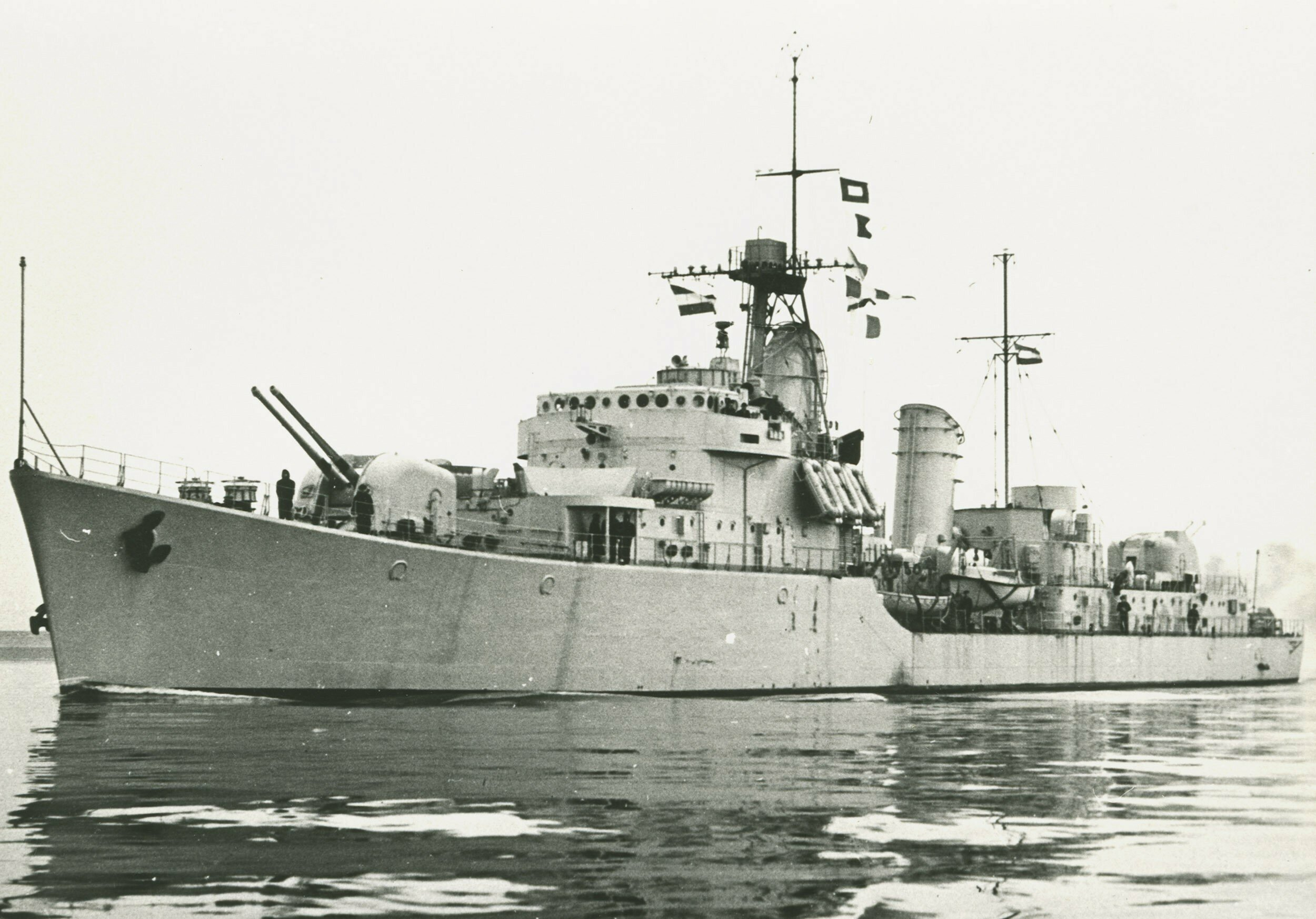
„Holland” w 1954 roku, jeszcze bez radarów i z masztem na rufie

Nowe niszczyciele były przede wszystkim przeznaczone do osłony grup okrętów i konwojów przeciw atakom okrętów podwodnych oraz lotnictwa. Dlatego główne uzbrojenie stanowiły cztery uniwersalne armaty kalibru 120 mm oraz miotacze rakietowych bomb głębinowych. Według pierwotnego projektu uzbrojenie miały stanowić cztery brytyjskie działa 4,5-calowe (114 mm) i pięć armat przeciwlotniczych kalibru 40 mm, ostatecznie zdecydowano się na udane automatyczne działa kalibru 120 mm Boforsa, co okazało się dobrą decyzją, aczkolwiek spowodowało zwiększenie wyżej położonych mas i obawy co do stateczności. Okręty te natomiast nie otrzymały w ogóle wyrzutni torped, jako pierwsze niszczyciele we flotach państw europejskich. Wynikało to z tego, że marynarka uznała taktykę ataków torpedowych w wykonaniu dużych okrętów za przeżytek na współczesnym nasyconym radarami polu walki, a torpedy przeciw okrętom podwodnym jeszcze nie zyskały rozpowszechnienia. Ich słabszą stroną było jednak lekkie uzbrojenie przeciwlotnicze bliskiego zasięgu, składające się tylko z jednej armaty 40 mm – planowaną liczbę pięciu armat zmniejszono z powodu obaw o stateczność po zastosowaniu cięższej artylerii głównej.
Dotrzymanie pierwotnie planowanych terminów okazało się niemożliwe z powodu zniszczeń wojennych. Budowę głównego okrętu „Holland” rozpoczęto w kwietniu 1950 roku, a w kolejnym roku podjęto budowę dalszych trzech jednostek, po czym wszystkie cztery wodowano w 1953 roku. W marcu 1954 roku miały miejsce próby morskie „Hollanda”, w tym prędkości maksymalnej, podczas których przekroczył prędkość 40 węzłów. Okrętom nadano nazwy prowincji lub krain Niderlandów (Holandia, Zelandia, Brabancja Północna, Geldria). Jeszcze przed wodowaniem „Hollanda” rozpoczęto następnie budowę pierwszych z ośmiu niszczycieli udoskonalonego i nieco powiększonego typu Friesland (typu 47B).
| Nazwa i numer burtowy | Nazwa i numer burtowy | Położenie stępki, stocznia   | Wodowanie    | Wejście do służby | Wycofanie ze służby holenderskiej |
| --------------------- | --------------------- | ---------------------------- | ------------ | ----------------- | --------------------------------- |
| Holland               | D808                  | 21. 04. 1950, RDM Rotterdam  | 11. 04. 1953 | 30. 12. 1954      | 09. 11. 1974 → Peru               |
| Zeeland               | D809                  | 12. 01. 1951, KMS Vlissingen | 27. 06. 1953 | 1. 03. 1955       | 29. 09. 1978                      |
| Noord-Brabant         | D810                  | 1. 03. 1951, KMS Vlissingen  | 28. 11. 1953 | 1. 06. 1955       | 8. 03. 1974                       |
| Gelderland            | D811                  | 10. 03. 1951, WF Schiedam    | 19. 09. 1953 | 17. 08. 1955      | 29. 03. 1973                      |

Okręty budowano w stoczniach:
- Wilton-Fijenoord w Schiedam (WF),
- Koninklijke Maatschappij „de Schelde” we Vlissingen (KMS),
- Rotterdamsche Droogdok Maatschappij w Rotterdamie (RDM)[8].

## Opis techniczny

### Architektura i kadłub

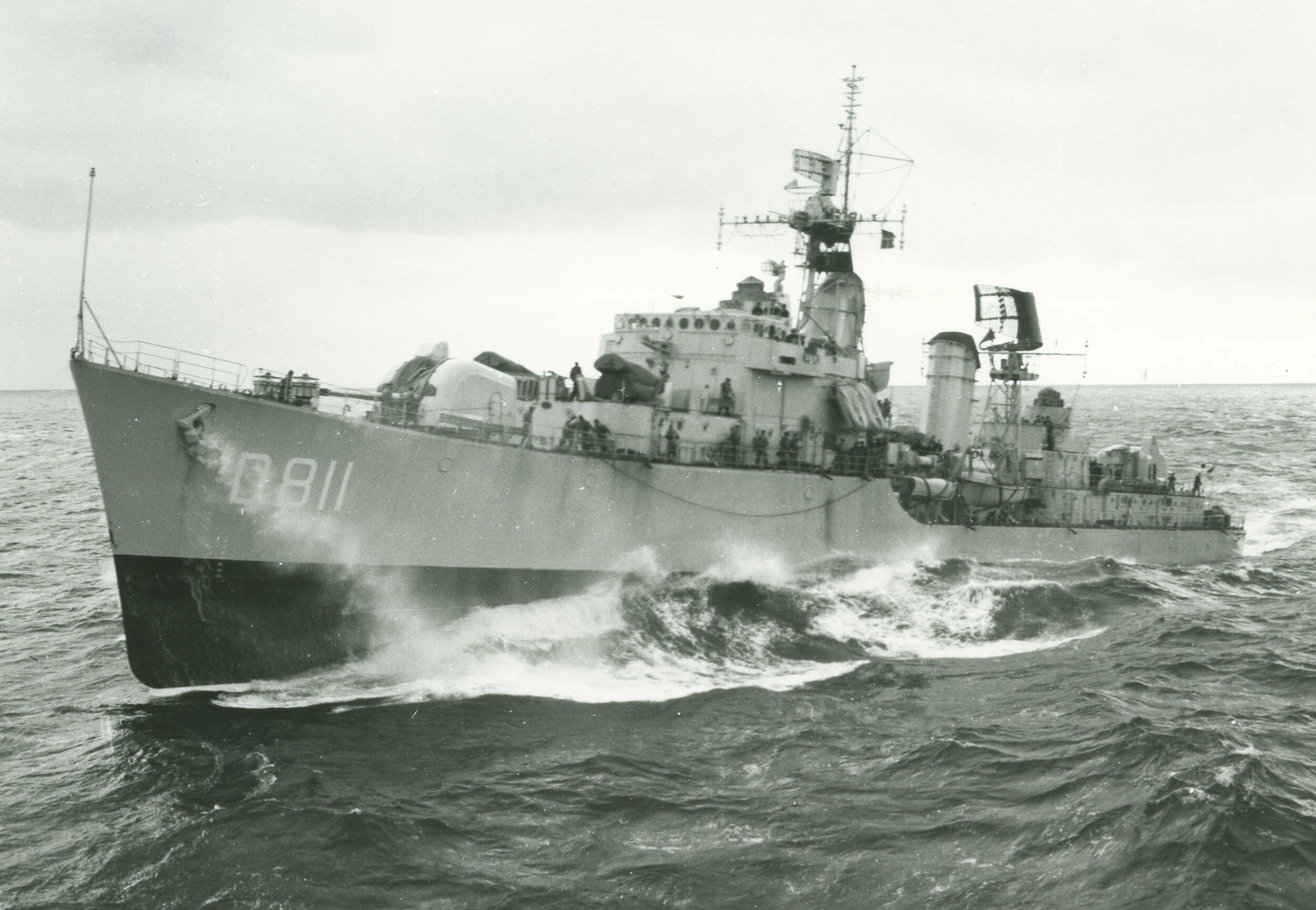
„Gelderland” na wzburzonym morzu

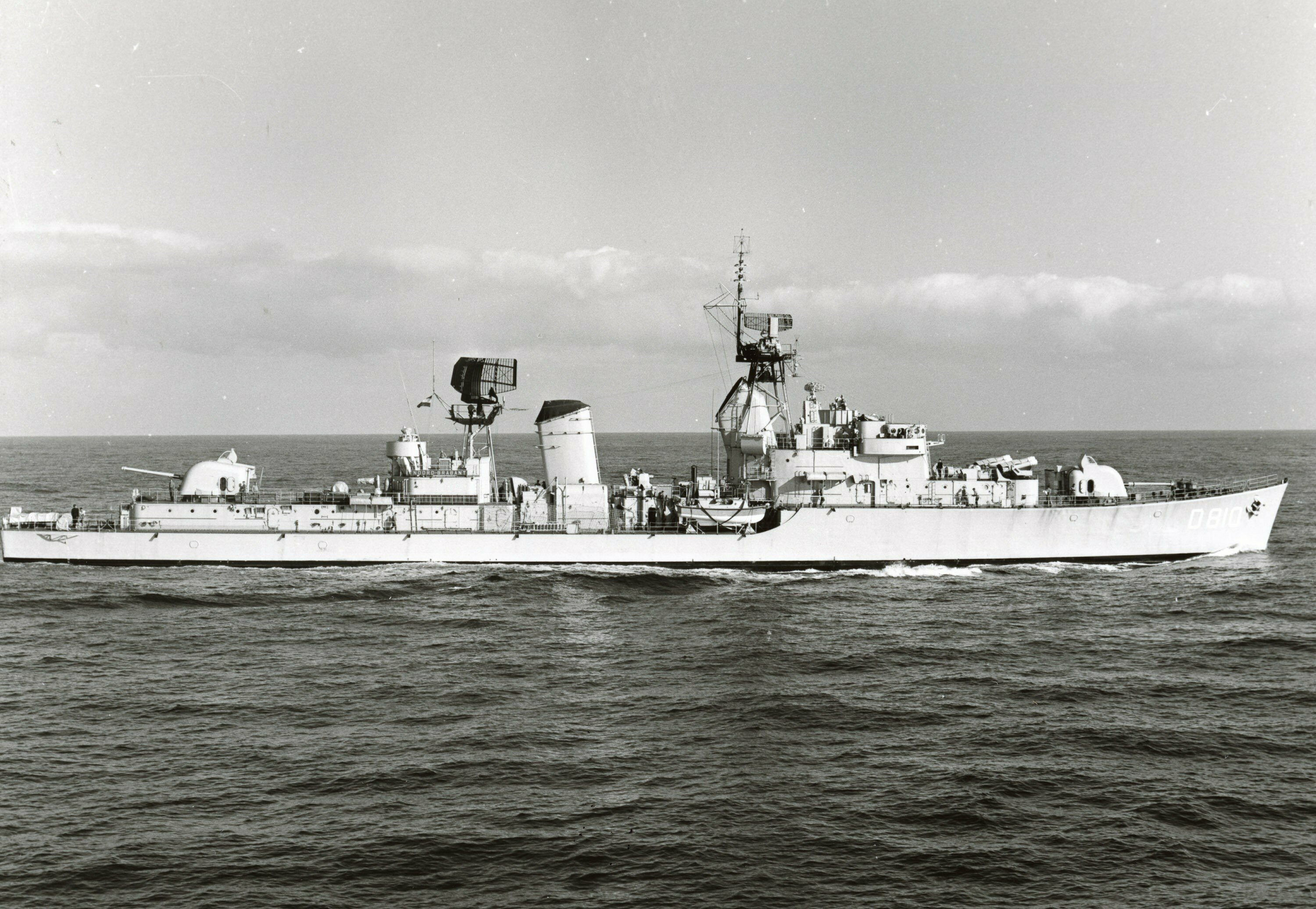
„Noord-Brabant” z profilu

Okręty miały kadłub podobny do niszczycieli brytyjskich z II wojny światowej. Na około 40% długości rozciągał się podwyższony pokład dziobowy, ze sporym wzniosem. Na pokładzie dziobowym znajdowała się dwulufowa wieża artylerii głównej, a druga była umieszczona na pokładzie nadbudówki rufowej, na tej samej wysokości. Na dolnym piętrze nadbudówki dziobowej umieszczone były wyrzutnie rakietowych bomb głębinowych. Pomost bojowy był zakryty, dla ochrony przed bronią masowego rażenia, z charakterystyczną lekko zaokrągloną szeroką przednią ścianą z okrągłymi oknami. W tylną część nadbudówki dziobowej wkomponowany był wygięty do tyłu przedni komin, z czworonożnym masztem kratownicowym nad nim – forma nadbudówki była badana pod względem oporu aerodynamicznego. Do pokładu rufowego rozciągała się dalej niska nadbudówka rufowa (pokładówka), na której na śródokręciu umieszczony był drugi pochyły komin i za nim kratownicowa podstawa dużej anteny radaru dozoru powietrznego. Podstawy te okręty otrzymały w 1955 roku, a radary w latach 1957-1958; pierwotnie miały tam pojedyncze maszty. Rufa była pawężowa, z krótkim pokładem rufowym, na którym znajdowały się zrzutnie bomb głębinowych. Kadłub miał lekkie opancerzenie burt i pokładu w celu ochrony przed odłamkami bomb, lecz publikacje nie podają szczegółów. Kadłub wykonany był z wysokorozciągliwej stali A52, natomiast nadbudówki w znacznej części ze stopów aluminium dla zmniejszenia masy, w tym cała nadbudówka rufowa. Kadłub był spawany elektrycznie, po raz pierwszy w takim zakresie w holenderskim budownictwie okrętowym.
Wyporność standardowa okrętów wynosiła 2215 ts, a pełna 2765 ts. Długość całkowita wynosiła 113,1 m, a między pionami 109,9 m (spotykana jest też informacja o długości całkowitej 111,3 m). Szerokość wynosiła 11,4 m, a zanurzenie maksymalne 5,1 m. Załoga liczyła 247 osób.

### Uzbrojenie

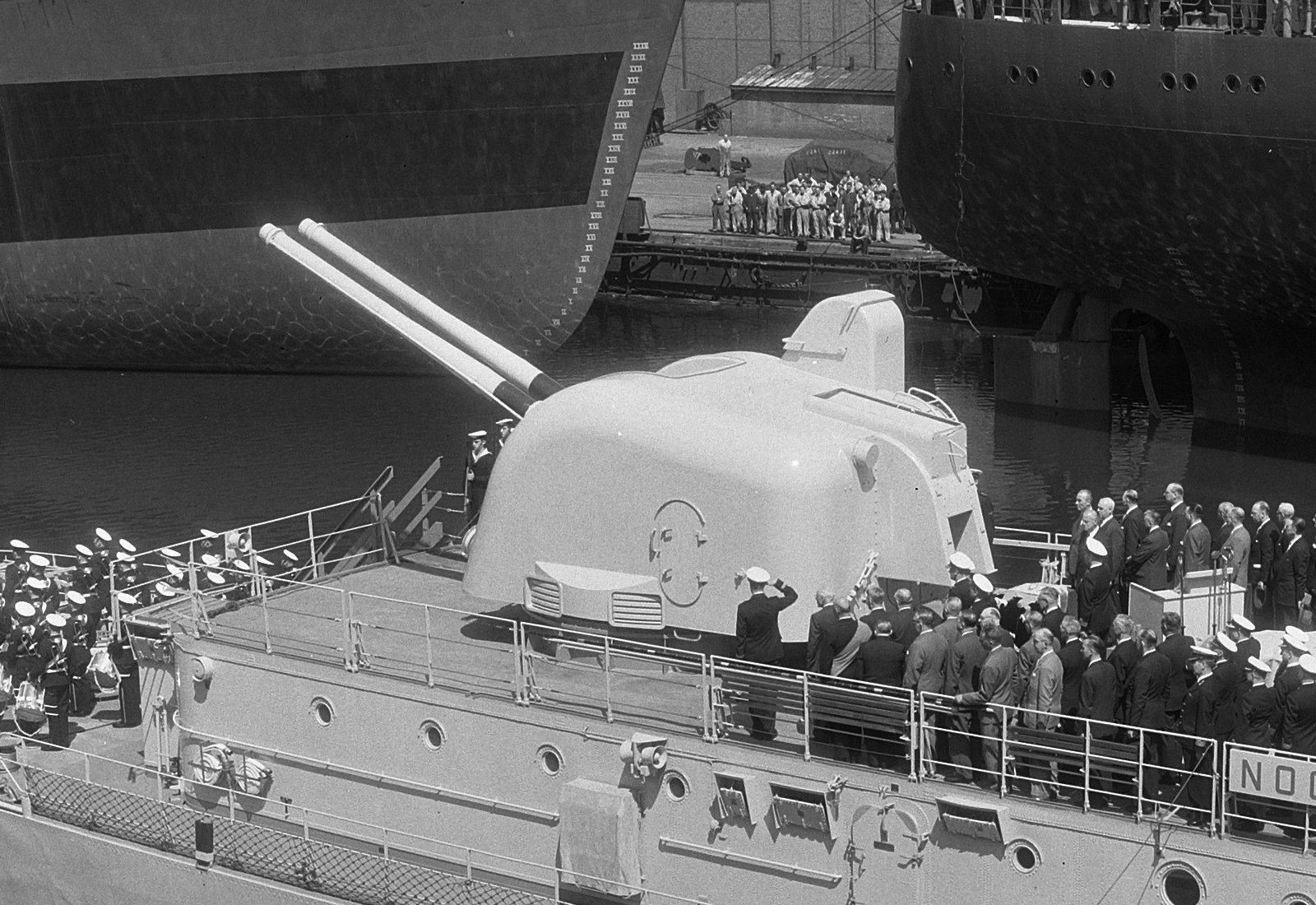
Wieża rufowa „Noord-Brabant”

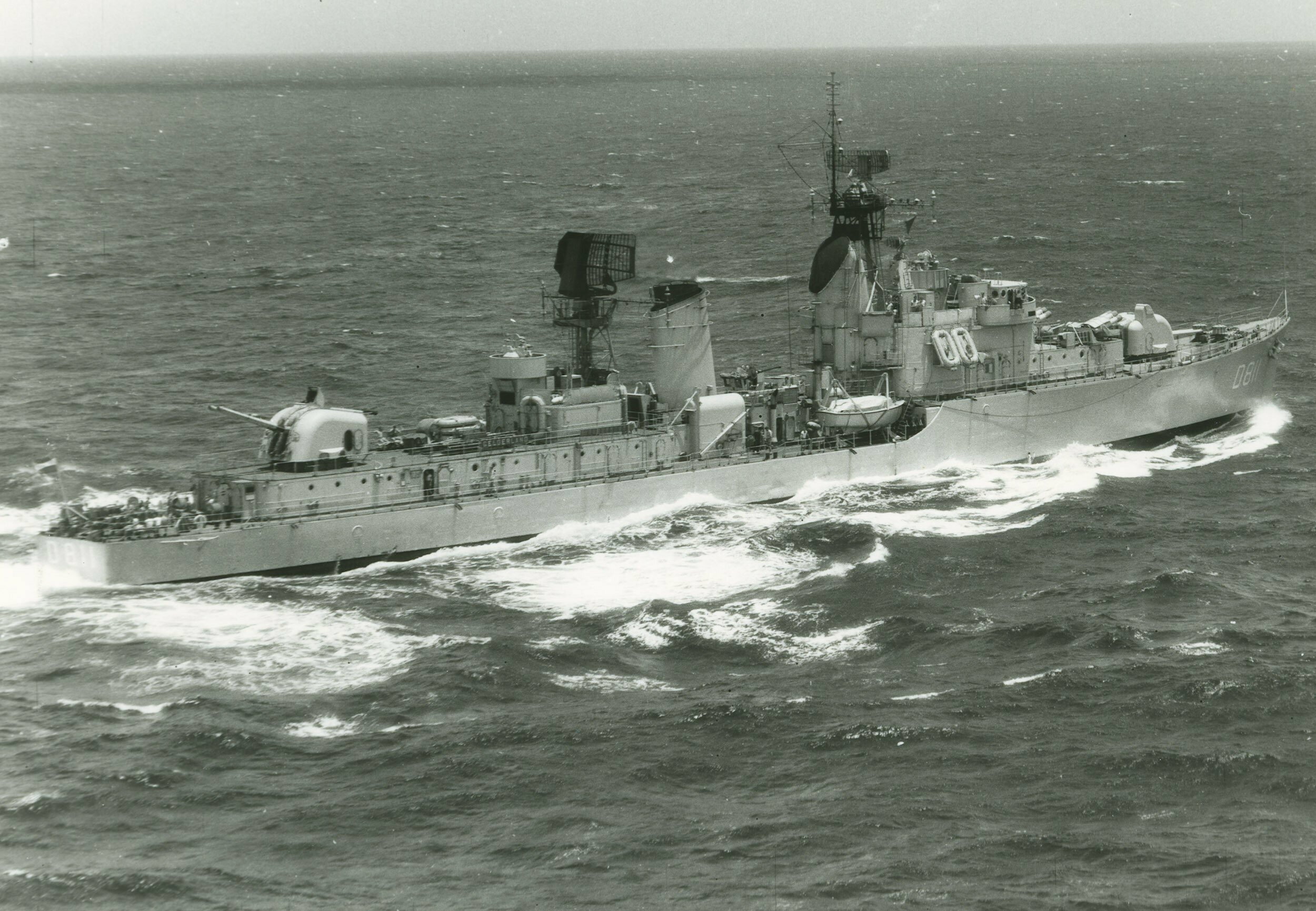
„Gelderland” od rufy

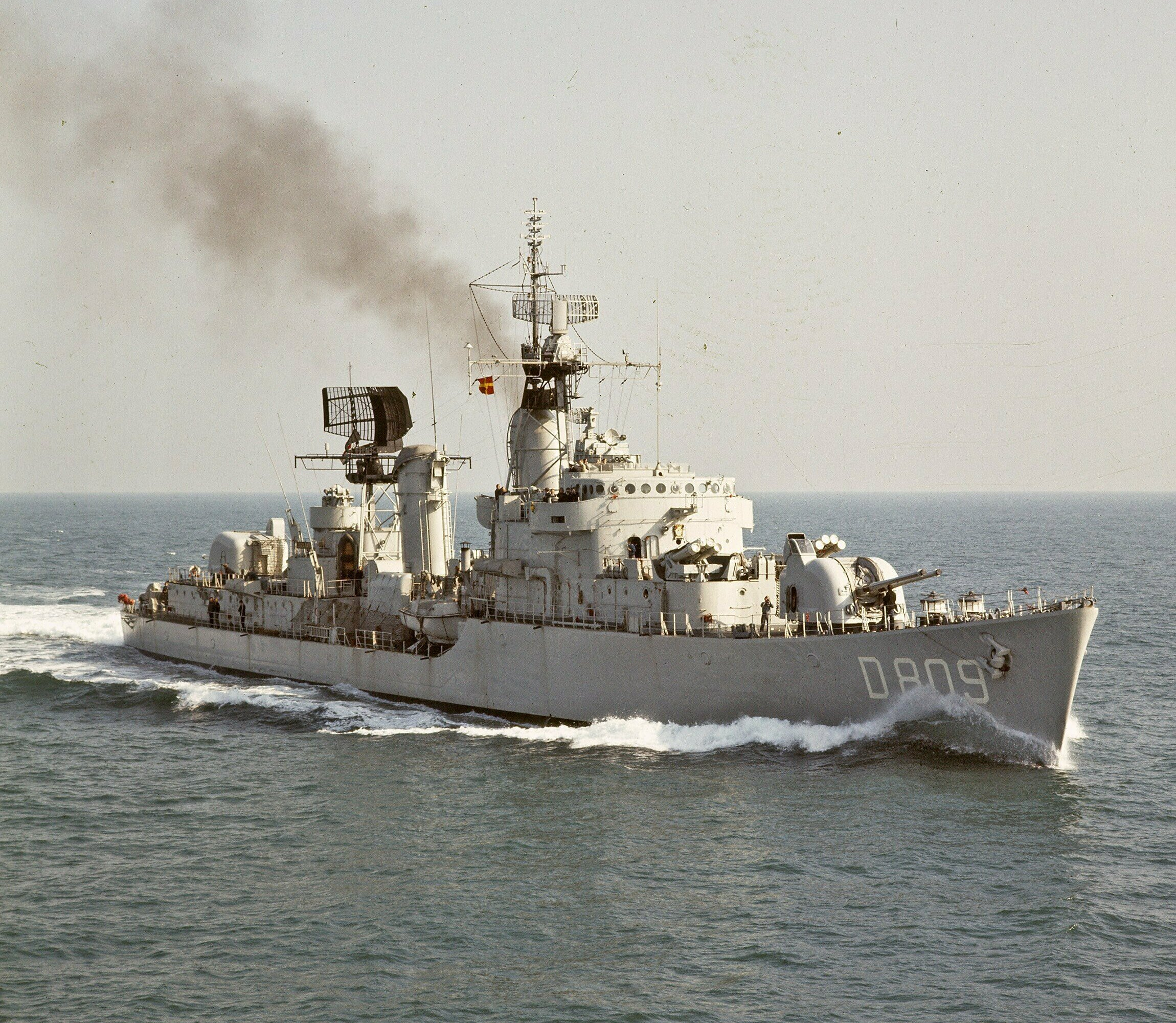
„Zeeland” od dziobu

Uzbrojenie główne stanowiły cztery armaty uniwersalne Bofors Mk 10 kalibru 120 mm, w dwóch dwudziałowych wieżach na pokładzie dziobowym i pokładzie nadbudówki rufowej. Armaty były automatyczne i ich ogień kierowany był radarem. Kąt podniesienia luf sięgał od -10° do +85°. Szybkostrzelność wynosiła od 12 do maksymalnie 42 strzałów/min. Strzelały pociskami o masie 23 kg, masa naboju scalonego wynosiła 42 kg. Maksymalna pozioma donośność teoretyczna wynosiła 21 500 m, a pułap 12 500 m. Zapas amunicji wynosił po 720 nabojów na magazyn.
Uzbrojenie przeciwlotnicze uzupełniało pojedyncze działo automatyczne Bofors Mk 6 kalibru 40 mm o długości lufy L/70 (70 kalibrów) na śródokręciu między kominami. Stanowisko armaty nosiło oznaczenie M 48. Jej szybkostrzelność wynosiła do 240 strzałów/min, donośność maksymalna 10 500 m, a skuteczna 4500 m.
Główną broń przeciw okrętom podwodnym stanowiły dwie czterolufowe wyrzutnie Bofors Mk 1 rakietowych bomb głębinowych kalibru 375 mm na pokładzie nadbudówki dziobowej, produkowane na licencji w Holandii przez Wilton-Fijenoord. Miały one pierwotnie zasięg od 520 do 820 m (inne źródła podają pociski o zasięgu od 1400 do 2230 m i masie 230 kg, w tym ok. 100 kg materiału wybuchowego). Pociski odpalane były co sekundę. Wyrzutnie ładowane były półautomatycznie kolejnymi ośmioma bombami znajdującymi się na podajniku poniżej w czasie trzech sekund. Uzupełniały je dwie zrzutnie na sześć bomb głębinowych na rufie (w późniejszym okresie jedna była demontowana). Używane były brytyjskie bomby Mk X.

### Wyposażenie
Okręty otrzymały bogaty zestaw stacji radiolokacyjnych holenderskiej konstrukcji Hollandse Signaal Apparaten oraz również holenderskie sonary Van der Heem. Radary DA-01 i LW-02 zamontowano jednak dopiero w latach 1957–1958. Środki obserwacji technicznej stanowiły:
- radar LW-02 dozoru powietrznego – za drugim kominem (rozmiary anteny 7,8 × 4,24 m i masa 4,7 t, zasięg 100 Mm)[h]
- radar DA-01 śledzenia celów powietrznych – na maszcie dziobowym (zasięg 50 Mm wobec samolotów wielkości myśliwca o SPO 2 m²)[i]
- radar ZW-01 dozoru nawodnego i wykrywania celów niskolecących – na dachu pomostu bojowego (zasięg 30 Mm)[j]
- radar M45 kierowania ogniem artylerii – na dachu nadbudówki przed masztem[k]
- sonar typu 162 do wykrywania celów (według innych źródeł, CWE-10)[l]
- sonar typu 170B do wypracowywania danych do ataku (według innych źródeł, PAE-1N)[l]

W toku służby zamiast jednej zrzutni bomb głębinowych na rufie montowano holowany wabik przeciw torpedom akustycznym.

### Napęd
Napęd okrętów stanowiły dwie turbiny parowe Werkspoor-Parsons z przekładniami, o mocy łącznej 45 000 shp, napędzające dwie śruby o stałym skoku. Parę dostarczały cztery kotły parowe Babcock. Siłownia zajmowała pięć przedziałów rozmieszczonych naprzemiennie, a dziobowe i rufowe grupy kotłowni i przedziałów turbin były rozdzielone dodatkowo przedziałem mechanizmów pomocniczych, co korzystnie wpłynęło na odporność jednostek. Okręty miały dwa stery płetwowe za śrubami. Projektowa prędkość maksymalna wynosiła 32 węzły. Na próbach osiągnięto prędkość 40,3 węzła, lecz w stanie lekkim, bez zamontowanej części wyposażenia. Zasięg wynosił 4000 mil morskich przy prędkości 18 węzłów.

## Służba

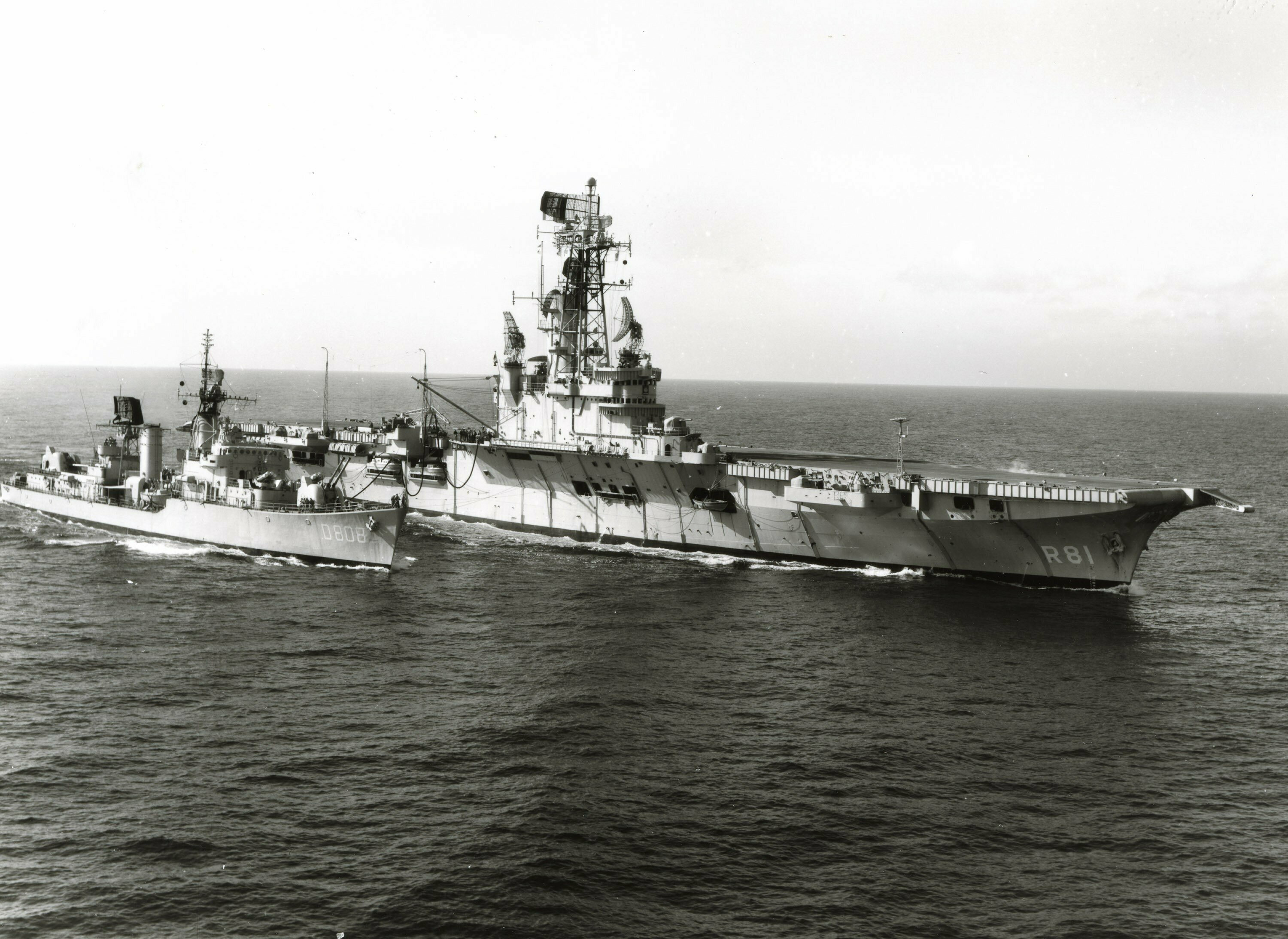
Niszczyciel „Holland” uzupełnia paliwo z lotniskowca „Karel Doorman”

Niszczyciele typu Holland nie miały epizodów bojowych podczas służby, a około 30% czasu, zwłaszcza w pierwszej dekadzie służby, spędziły wycofane do rezerwy z powodów oszczędności oraz braków personelu marynarki na stopie pokojowej. Większość aktywnej służby spędziły na wodach europejskich i Atlantyku, uczestnicząc w licznych ćwiczeniach NATO. W 1955 roku w dziewiczym rejsie „Holland” przepłynął wokół Afryki, przez Kanał Sueski, po czym został odstawiony do rezerwy do 1962 roku. W lipcu 1956 roku „Zeeland” brał udział w przełomowej wizycie holenderskich okrętów w Leningradzie w ZSRR, po czym również został odstawiony do rezerwy, do 1965 roku. Także „Noord-Brabant”, po wejściu do służby, do 1965 roku przebywał głównie w rezerwie, a jedynym aktywnym niszczycielem tego typu na przełomie lat 50/60. był „Gelderland”. Pod koniec lat 50. rozważano przebudowę okrętów na niszczyciele rakietowe, z wyrzutnią pocisków przeciwlotniczych zamiast wieży rufowej, lecz zrezygnowano z tego.
W 1959 roku „Gelderland”, a w 1976 roku „Zeeland” i „Holland” złożyły wizyty w Nowym Jorku, biorąc udział w uroczystościach związanych z rocznicami. W 1960 roku „Gelderland” brał udział w akcji niesienia pomocy ofiarom trzęsienia ziemi w Agadirze. W 1968 roku „Holland”, a po nim „Zeeland”, wchodziły w skład nowo utworzonego międzynarodowego dywizjonu NATO STANAVFORLANT, a w 1969 roku wszystkie okręty poza „Gelderlandem” wzięły udział w rewii morskiej NATO na redzie Spithead.
29 marca 1973 roku wycofano z czynnej służby, a następnie rozbrojono „Gelderland” – jego dwie wieże z działami wykorzystano następnie dla nowo budowanych fregatach rakietowych typu Tromp. Służył nadal jako hulk szkolny w Amsterdamie, po czym w 1993 roku został skreślony, a w 1994 roku złomowany w Amsterdamie. „Noord-Brabant” został uszkodzony w kolizji 9 stycznia 1974 roku z brytyjskim statkiem „Tacoma City” pod Vlissingen (uderzony w lewą burtę w rejonie kotłowni, dwóch członków załogi zginęło), po czym stwierdzono, że remont jest nieopłacalny i okręt 8 marca tego roku skreślono z listy floty, po czym sprzedano na złom do Belgii.
Główny okręt typu, „Holland”, został 9 listopada 1977 roku wycofany ze służby holenderskiej. 2 stycznia 1978 roku został sprzedany do Peru, a 20 stycznia wcielony tam do służby pod nazwą BAP „Garcia y Garcia”. Nosił numer burtowy 75, został wycofany ze służby w 1986 roku. Jako ostatni ze służby holenderskiej został wycofany „Zeeland” 29 września 1978 roku, po czym w kolejnym roku sprzedany na złom do Bilbao w Hiszpanii.